# Honda Valkyrie
Pour les articles homonymes, voir Honda (homonymie) et Valkyrie (homonymie).
Honda Valkyrie (aux États-Unis) ou Honda F6C (en Europe) ou Honda Goldwing Valkyrie est une moto routière custom du constructeur de moto japonais Honda, déclinaison « C » (custom) des Honda Gold Wing 1500 et 1800 GL, fabriquées à 48 420 exemplaires entre 1996 et 2003, et baptisées du nom des Valkyries guerrières de la mythologie nordique,,.

## Historique
Honda développe à partir de 1996 cette gamme de produit phare « custom » (inspirée des Harley-Davidson américaines) pour le marché nord-américain. Fabriquées chez Honda de Marysville dans l'Ohio, déclinaisons custom allégées des Honda Gold Wing 1500 et 1800 GL, sous le nom de Honda GL 1500C Valkyrie aux États-Unis (« C » pour Custom) et F6C en Europe (Flat Six Custom, pour moteur à plat 6 cylindres Custom),,. 

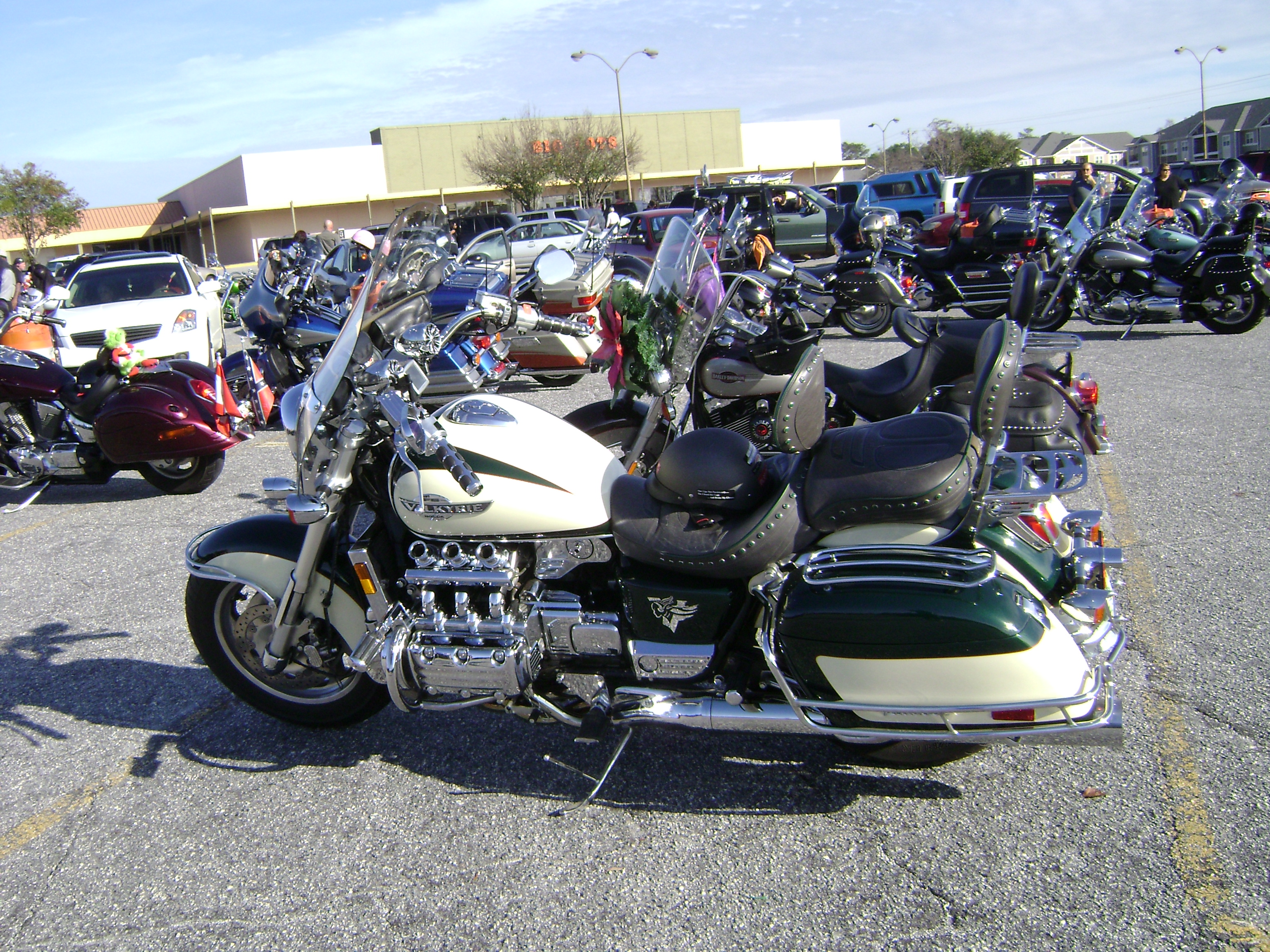
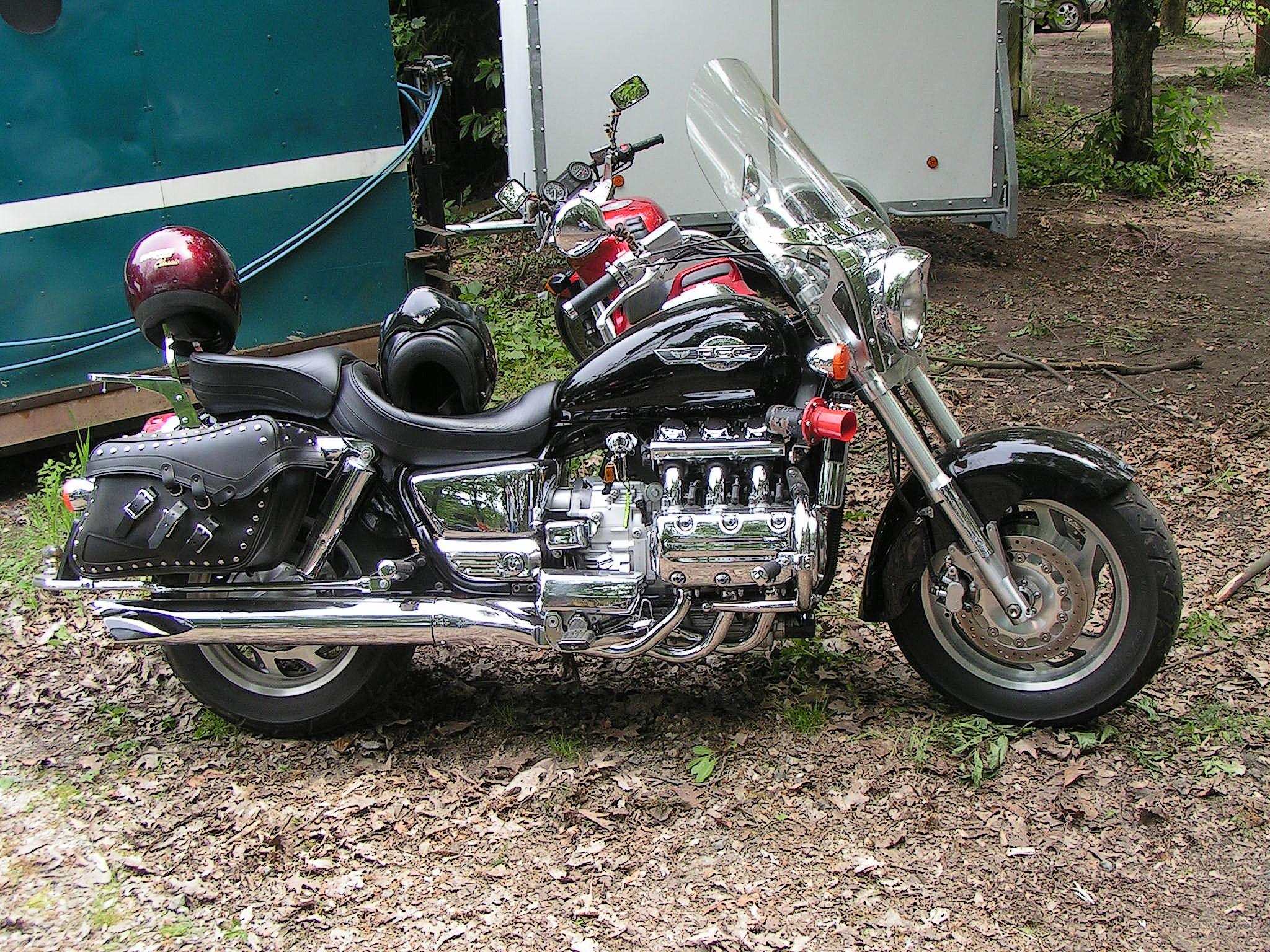
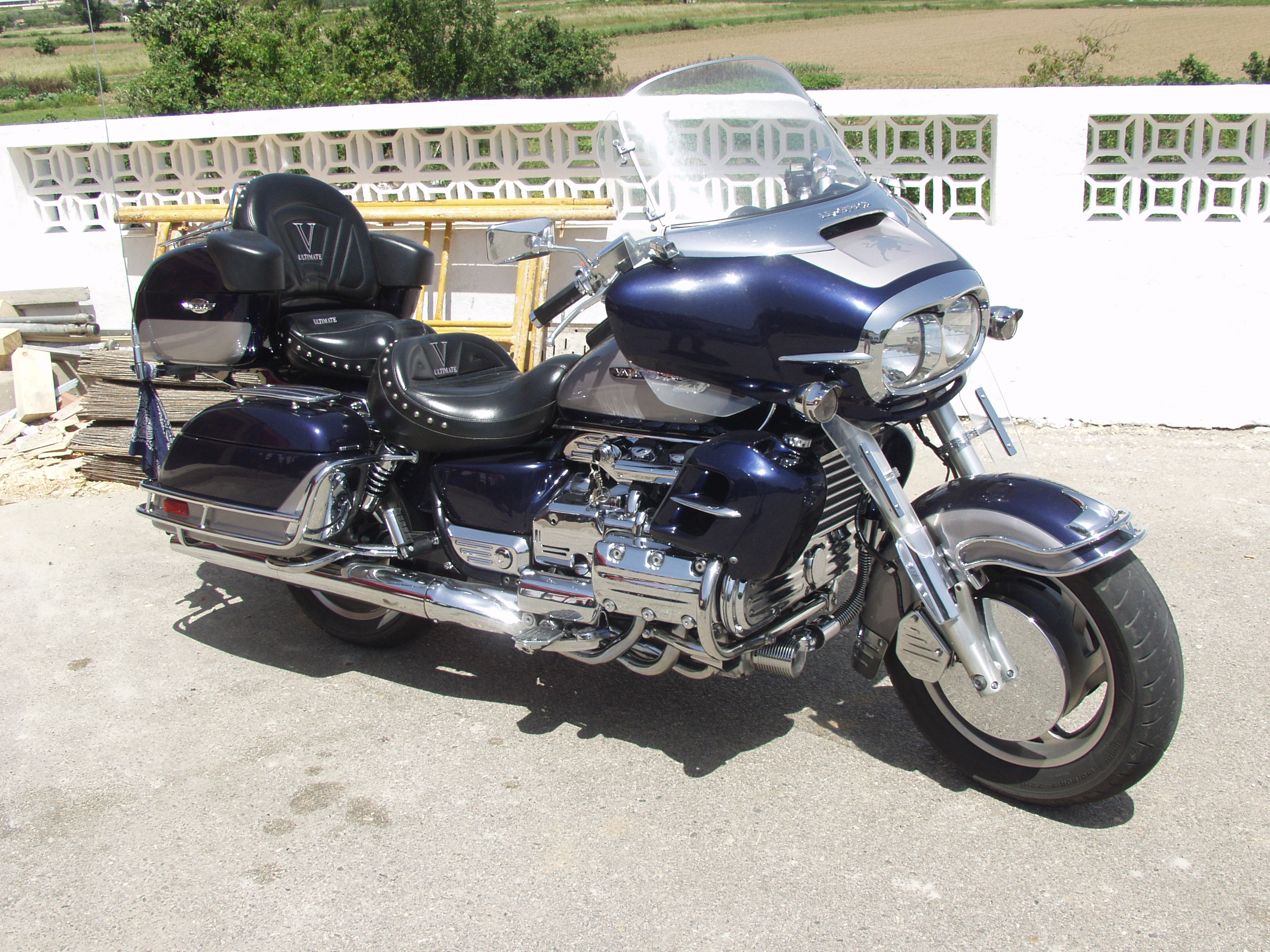
Interstate.

### Motorisation
Le moteur chromé est décliné des moteurs 6 cylindres à plat (Boxer) SOHC des Honda Gold Wing 1500 et 1800 GL (à refroidissement liquide) avec 6 carburateurs de 28 mm et 2 soupapes par cylindre, pour une vitesse de pointe de 211 km/h,. 

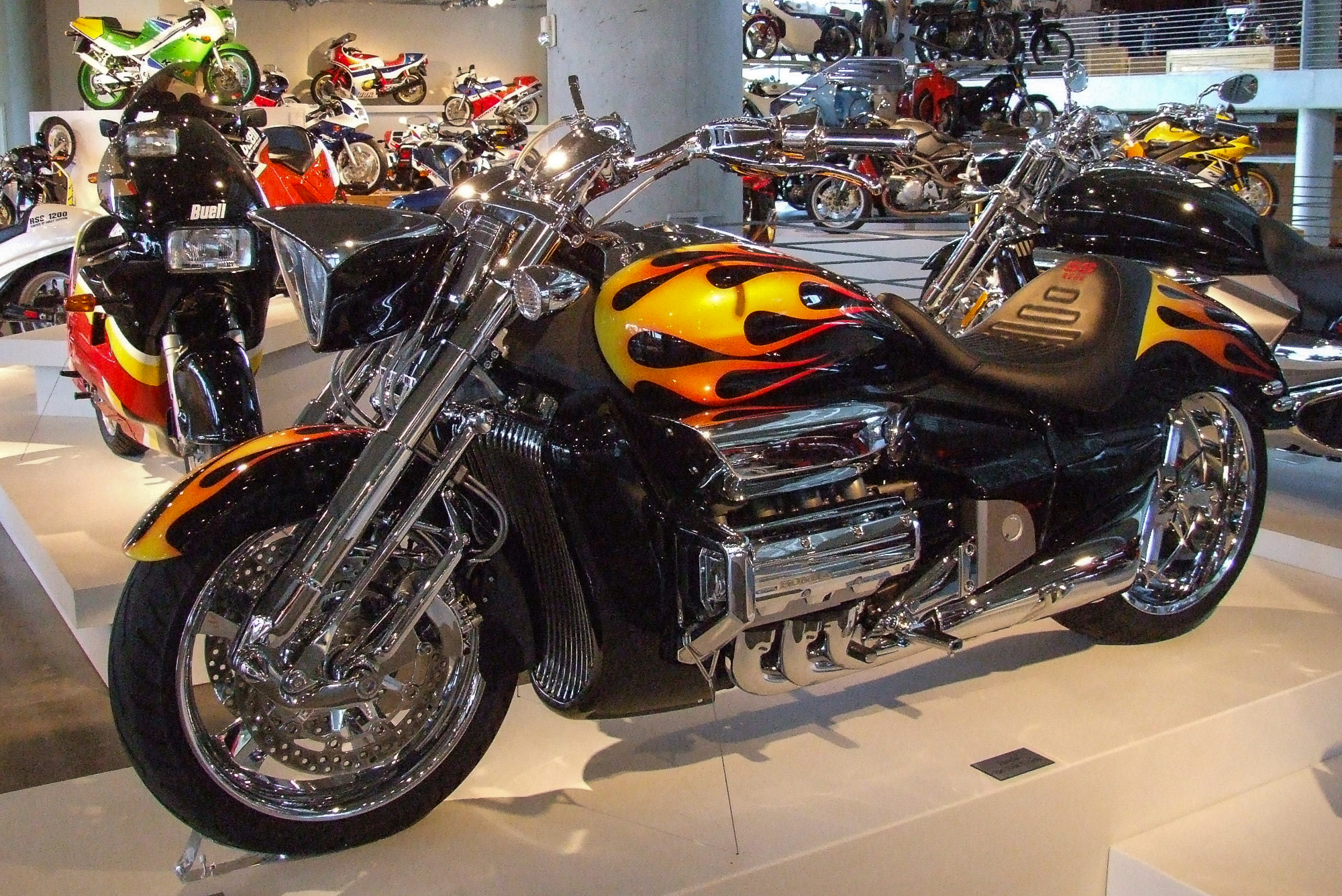
Valkyrie Rune.
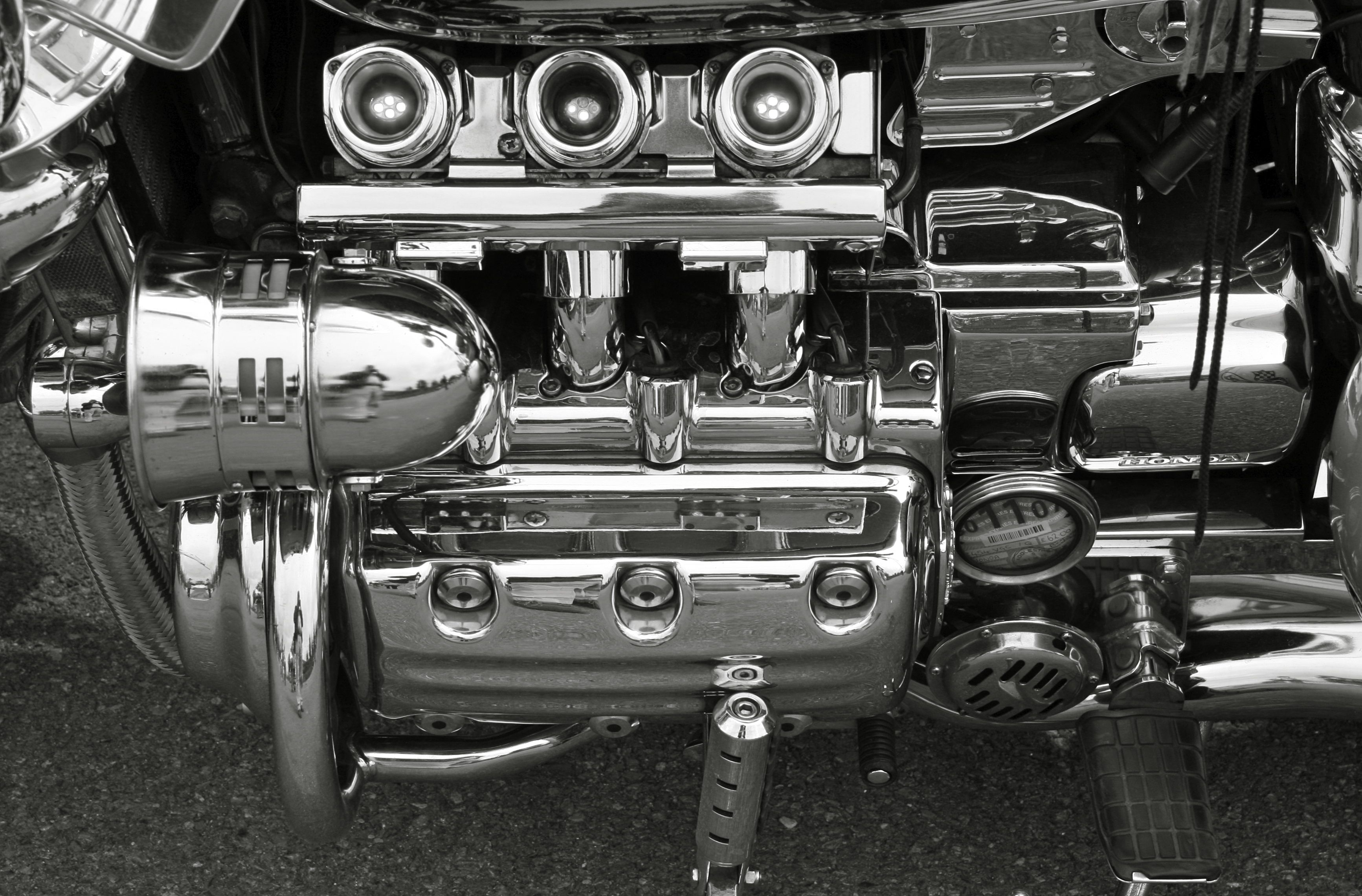
Moteur 6 cylindres à plat (Boxer).
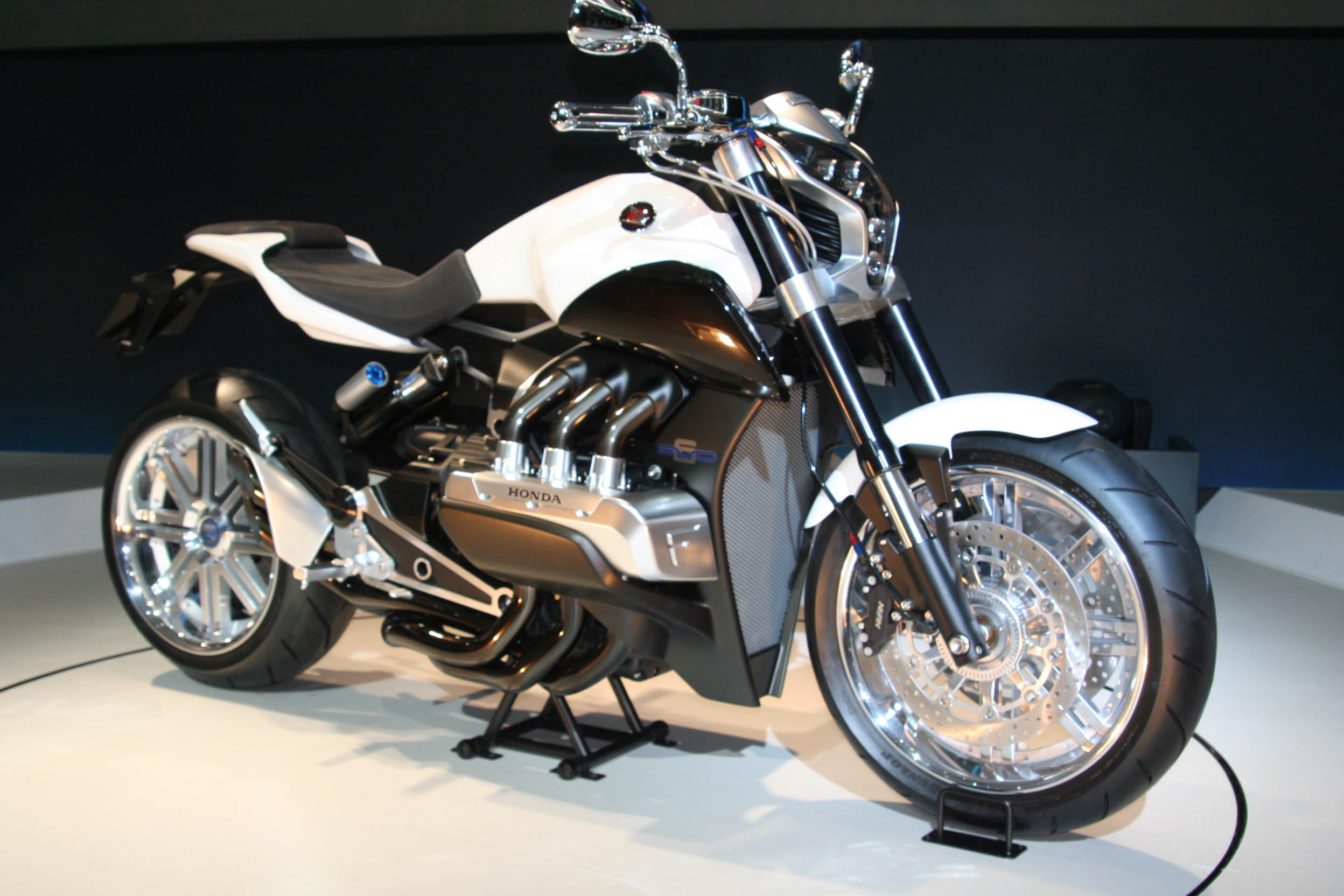
Concept EVO6.

### Modèles
- Standard
- Tourer GL1500 CT
- Interstate GL1500 CJ
- Rune (édition limitée, à moteur 1832 cm³)
- Concept EVO6
- Gold Wing GL1800 FC6
- Trike

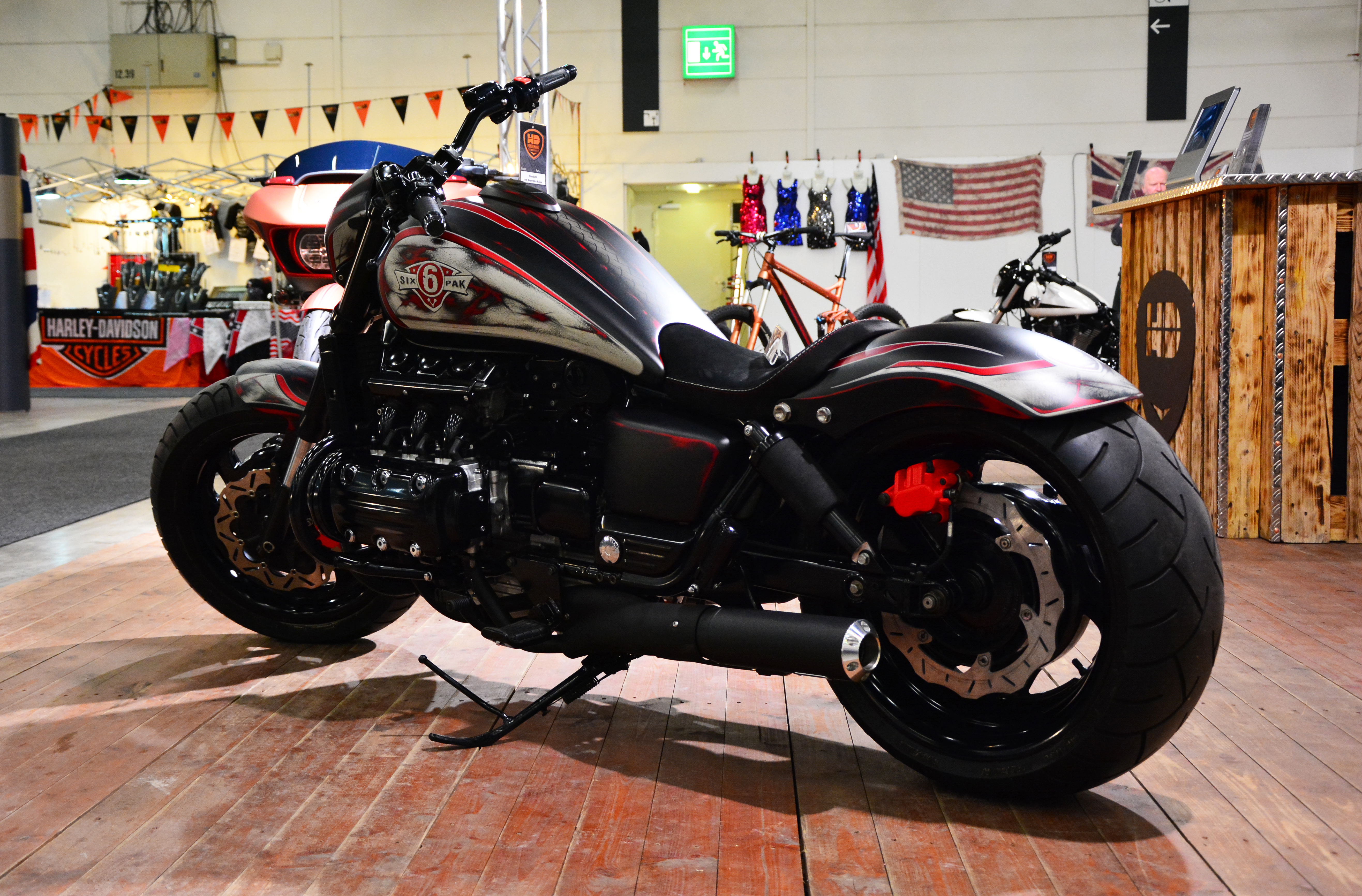
F6C.
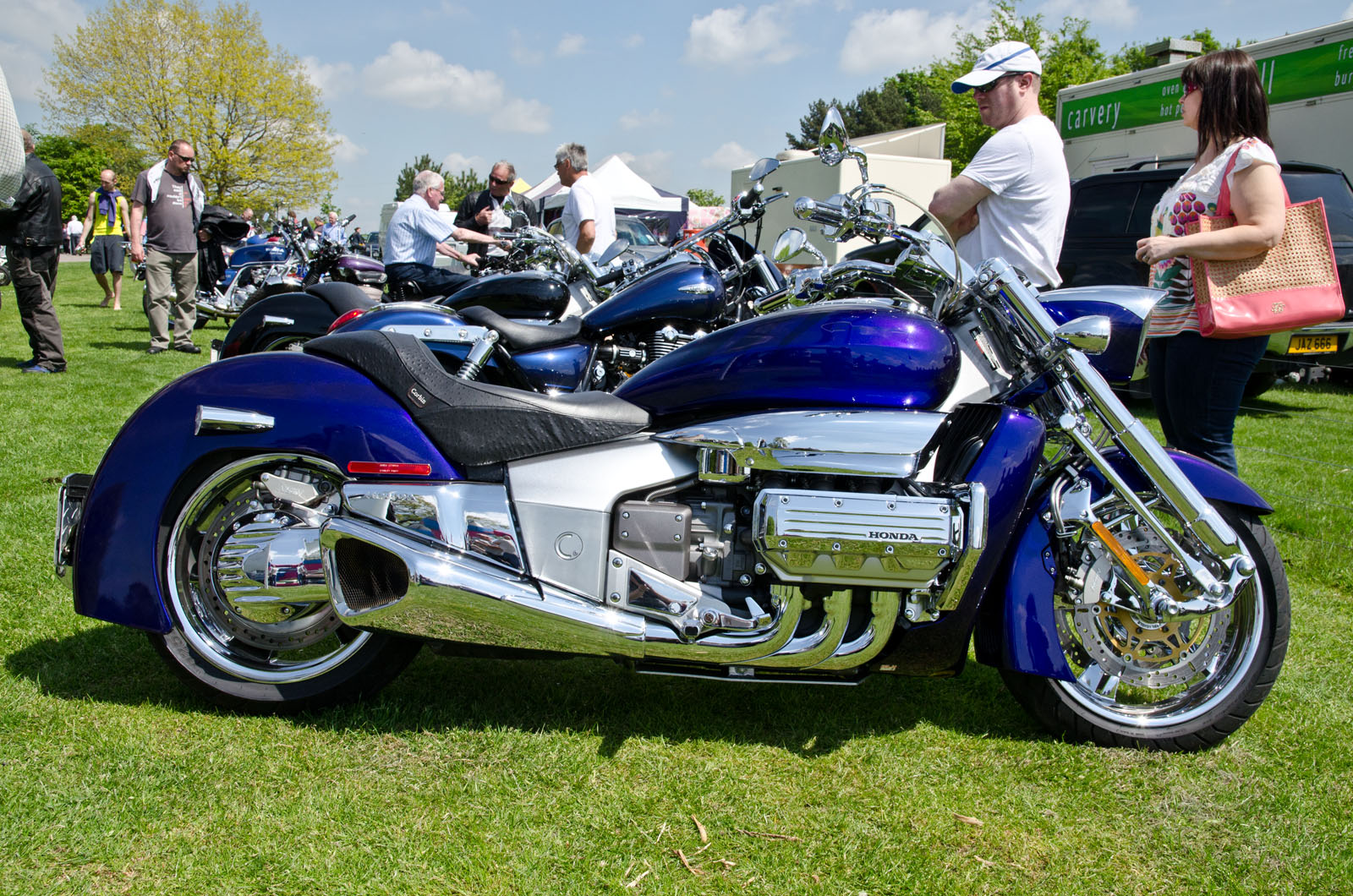
Rune.
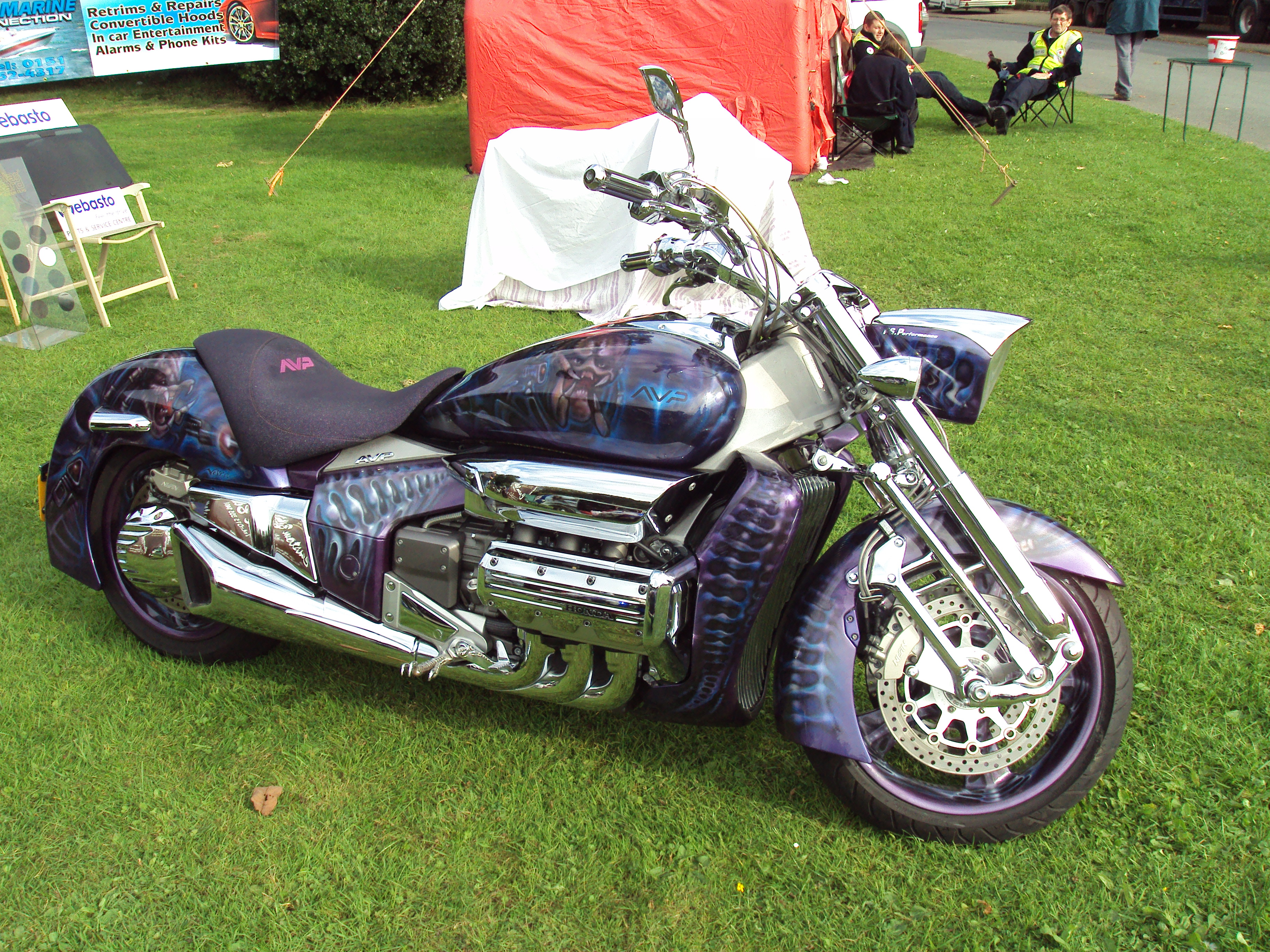
Rune.
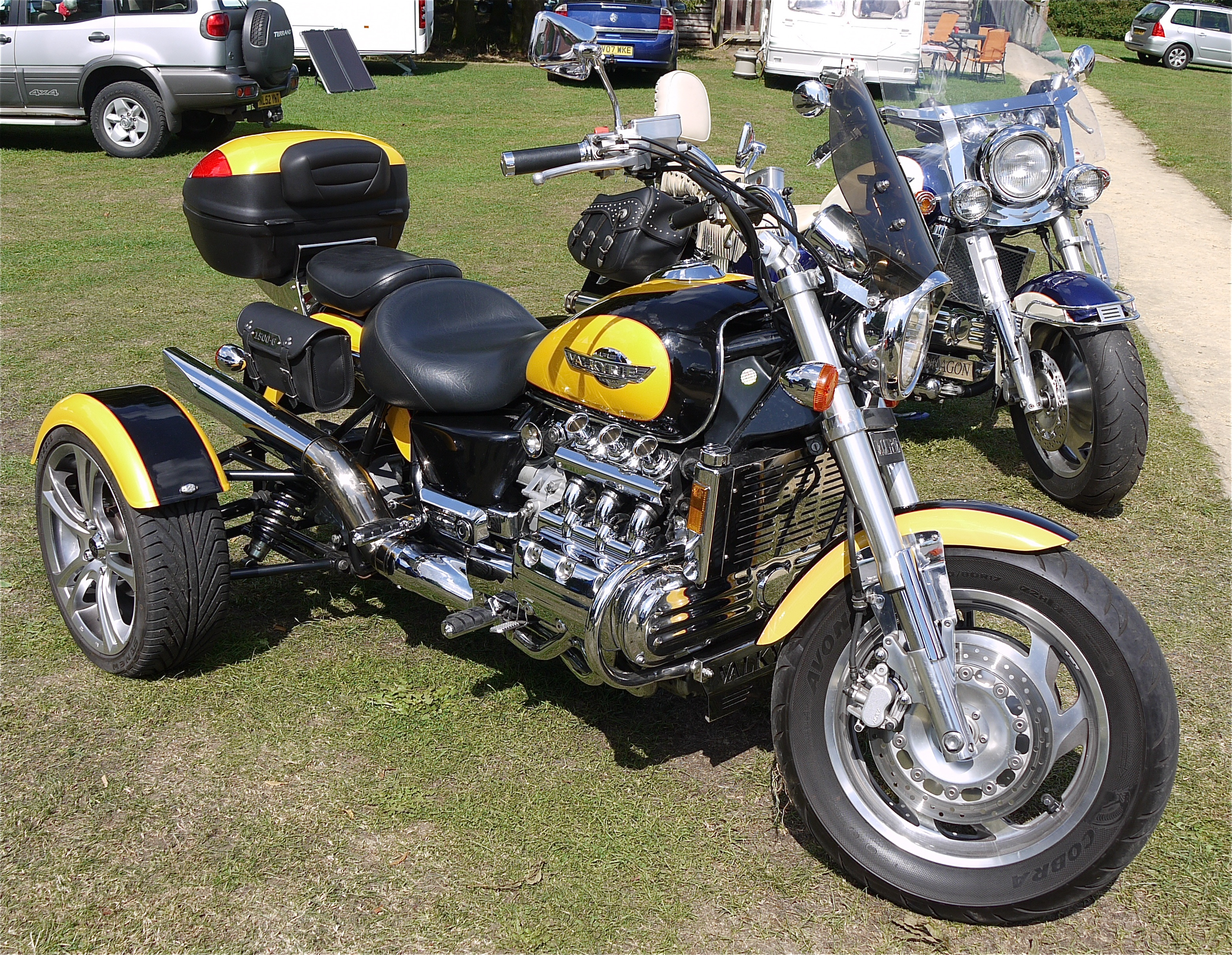
Trike.
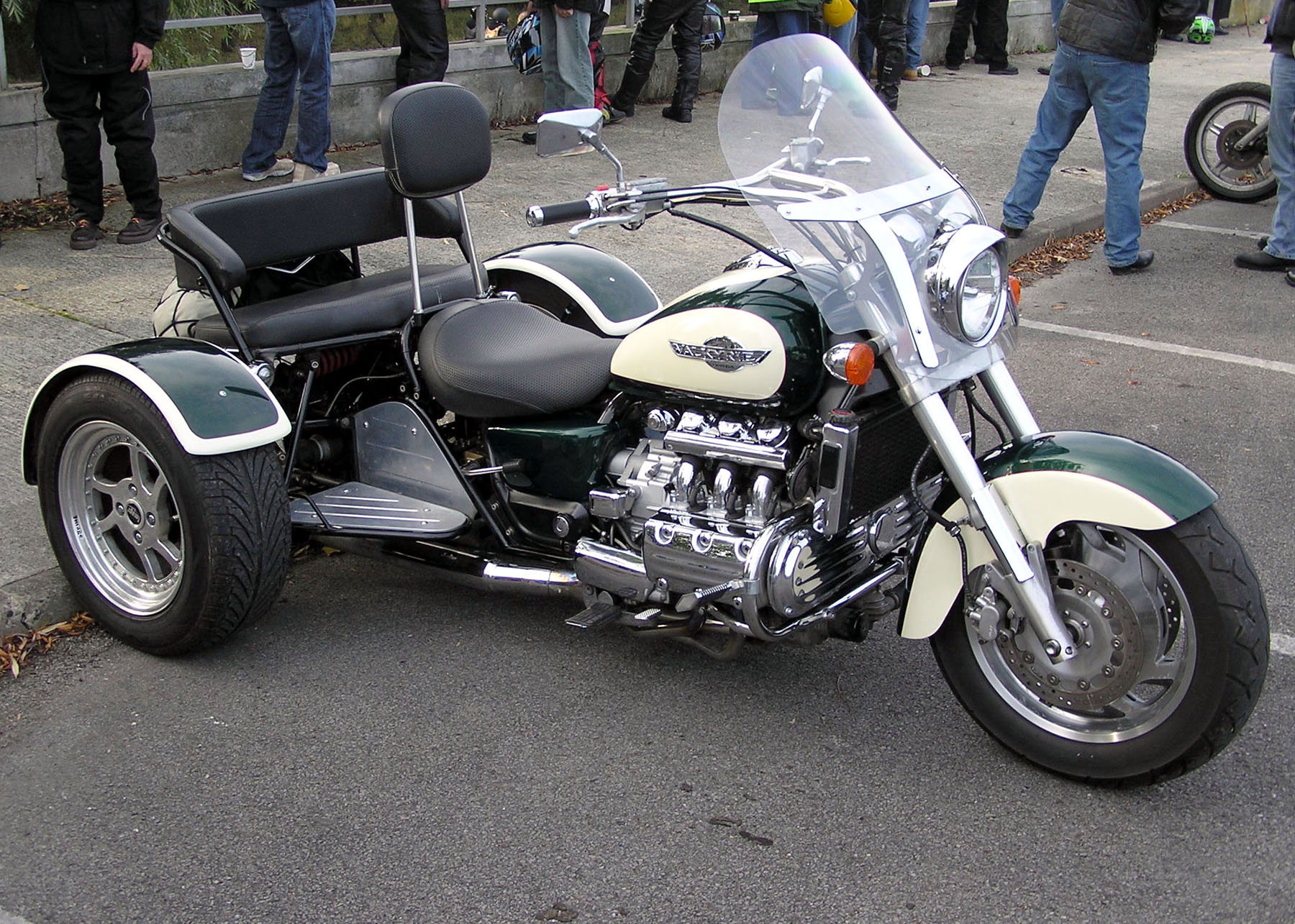
Trike.